# Strand (Norwegen)
Strand ist eine Kommune im norwegischen Fylke Rogaland. Die Kommune befindet sich nordöstlich von Stavanger und hat 13.813 Einwohner (Stand: 1. Januar 2025). Verwaltungssitz ist die Stadt Jørpeland.

## Geografie

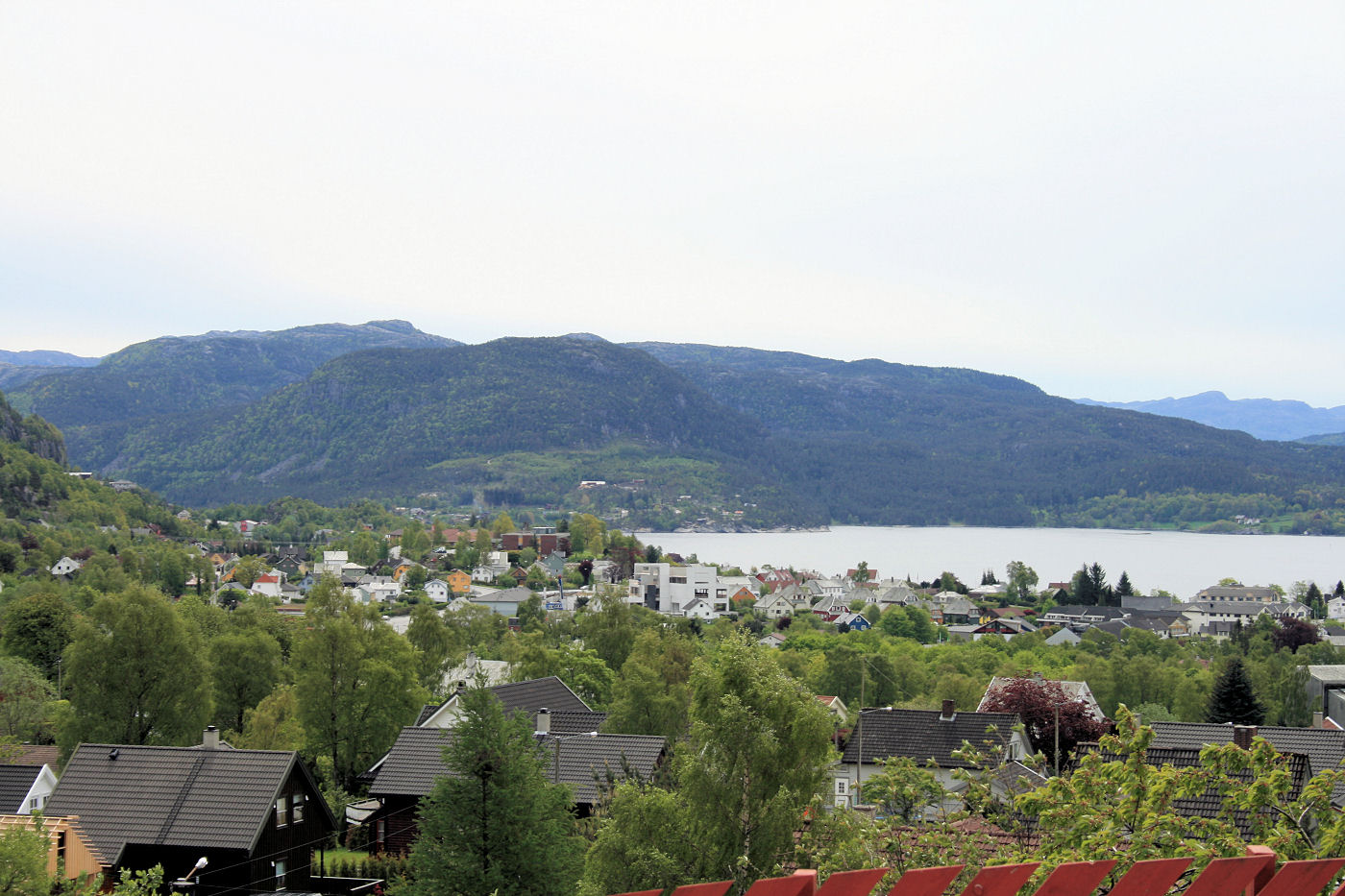
Blick auf Jørpeland

Strand liegt an der norwegischen Südwestküste in der Region Ryfylke. Die Gemeinde grenzt im Nordosten und Osten an Hjelmeland. Der nördliche Grenzabschnitt liegt im Årdalsfjord. Im Süden liegt die Kommune Sandnes, die Grenze verläuft dabei im Osten auf dem Land und im Lysefjord und im Südwesten im Høgsfjord. Der Lysefjord ist ein sich von Südwesten in das Land einschneidender Nebenarm des Høgsfjord, der sich wiederum von Nordwesten kommend in das Land einschneidet. Neben den Landgrenzen zu Hjelmeland und Sandnes besteht im Westen und Nordwesten eine Grenze zur Kommune Stavanger, die vollständig im Meer verläuft. Von Westen schert sich der Idsefjord in die Kommune ein, an dessen Küste liegt das Verwaltungszentrum Jørpeland. Im südlichen Bereich des Fjords liegt die Inseln Idse und Idsal.
Während das Gebiet an der Westküste weitgehend flach ist, befinden sich weiter im Osten sowie an der Nordküste des Lysefjords Erhebungen von über 700 moh. Dort befinden sich auch mehrere Seen, so etwa das Svortingsvatnet auf etwa 465 moh. Nördlich des Lysefjords liegt die bekannte Felsplattform Preikestolen. Etwas westlich der Plattform liegt der See Revsvatnet. Die Erhebung Heiahornet nahe der Ostgrenze stellt mit einer Höhe von 775,5 moh. den höchsten Punkt der Kommune Strand dar. Nordwestlich von Jørpeland liegt auch die Ortschaft Tau an der Westküste. Von dort aus zieht sich ein Tal in östlicher Richtung durch die Kommune. In diesem Tal liegen die Seen Bjørheimsvatnet und Tysdalsvatnet und dazwischen die Siedlung Bjørheimsbygda.

## Einwohner
Die Einwohner leben vor allem an der Westküste. Nach dem Zweiten Weltkrieg begannen die Einwohnerzahlen anzusteigen. Das Wachstum ist vor allem der Nähe zu Stavanger, einer der größten Städte Norwegens, geschuldet. In der Gemeinde liegen zwei sogenannte Tettsteder, also zwei Ansiedlungen, die für statistische Zwecke als eine städtische Siedlung gewertet werden. Diese sind Jørpeland mit 7714 und Tau mit 3512 Einwohnern (Stand: 1. Januar 2024).
Die Einwohner der Gemeinde werden Strandbu oder Strandabu genannt. Strand hat wie viele andere Kommunen der Provinz Rogaland weder Nynorsk noch Bokmål als offizielle Sprachform, sondern ist in dieser Frage neutral.
| Jahr          | 1986 | 1990 | 1995 | 2000   | 2005   | 2010   | 2015   | 2020   | 2025   |
| ------------- | ---- | ---- | ---- | ------ | ------ | ------ | ------ | ------ | ------ |
| Einwohnerzahl | 9059 | 9545 | 9728 | 10.122 | 10.441 | 11.206 | 12.395 | 12.968 | 13.813 |

## Geschichte

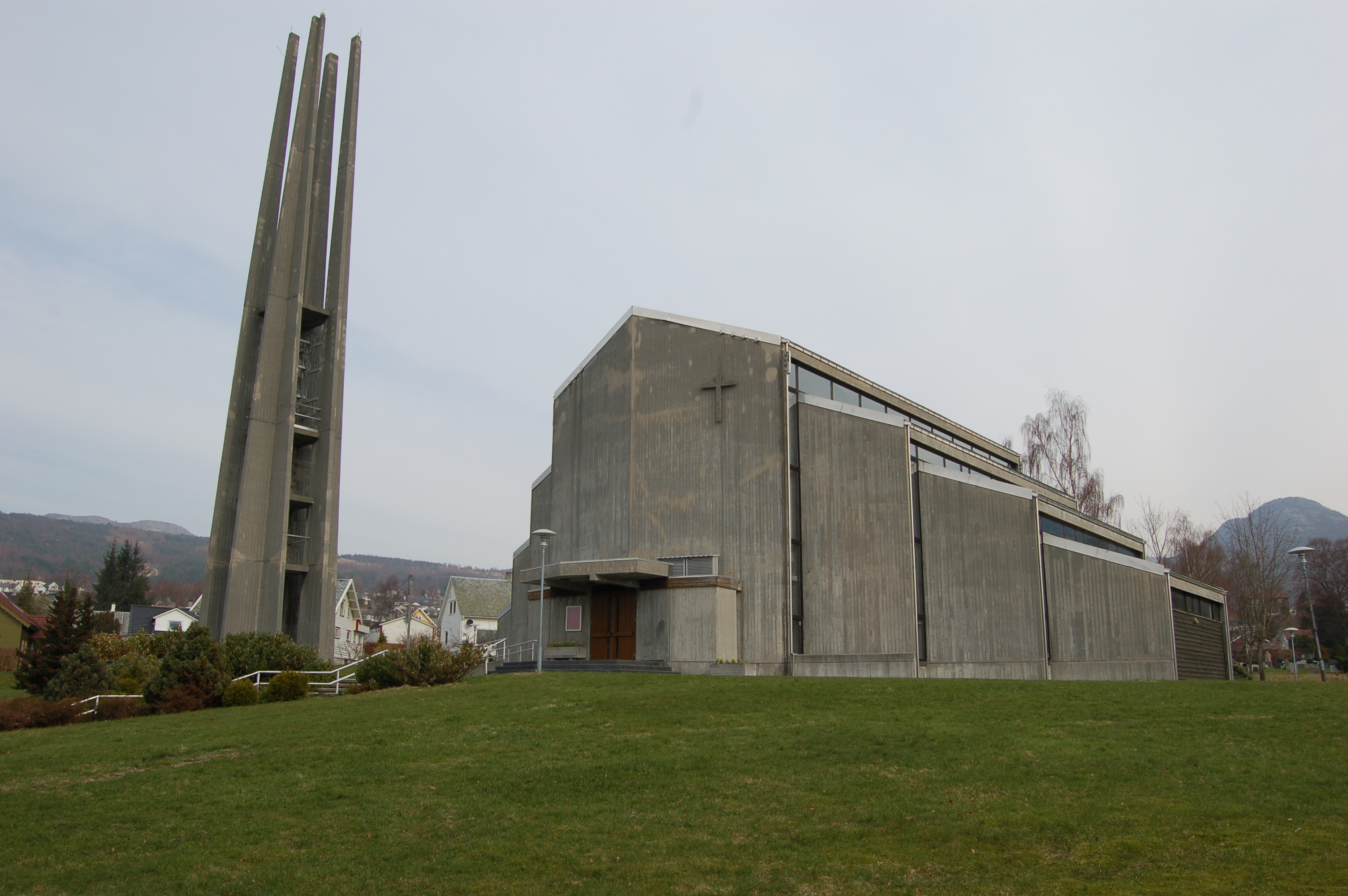
Jørpeland kirke

Die Kommune Strand entstand, als im Jahr 1837 die lokale Selbstverwaltung eingeführt wurde. Im Jahr 1865 Strand in Strand und Høgsfjord aufgeteilt. Die neu gebildete Kommune Høgsfjord wurde von 3203 Personen bewohnt, Strand verblieb mit 2228 Einwohnern. Høgsfjord wurde später erneut aufgeteilt und ging schließlich teilweise in Sandnes und zum Teil in Gjesdal auf. Zum 1. Januar 1965 wurde ein von 121 bewohntes Gebiet der Kommune Årdal an Strand überführt. Der Rest wurde in Hjelmeland eingemeindet, von wo es im Jahr 1859 abgespalten worden war. Im Rahmen der Kommunalreform in Norwegen wurde zum 1. Januar 2020 die Nachbarkommune Forsand aufgelöst und in Sandnes eingegliedert. Im Rahmen einer Bürgerinitiative wurde gefordert, das Gebiet nördlich des Lysefjords um den Preikestolen nach Strand zu überführen. Das Kommunal- und Modernisierungsministerium stimmte dem Vorschlag schließlich zu und das Gebiet ging an Strand über.
In der Kommune wurden die Felsritzungen von Solbakk entdeckt. Des Weiteren befinden sich in Strand Hügelgräber. Die Strand kirke ist eine Holzkirche aus dem Jahr 1874 in Tau. Im Jahr 1969 fertiggestellt wurde die Jørpeland kirke. Sie hat einen frei stehenden Kirchturm.

## Wirtschaft und Infrastruktur

### Verkehr
Im Westen des Fjords führt die Lysefjordbrücke von der Kommune Sandnes nach Strand. Auch die beiden Inseln Idse und Idsal sind über Brücken mit dem Festland von Strand verbunden. Vom Lysefjord führt der Fylkesvei 523 in den Norden und später entlang der Westküste durch Jørpeland und Richtung Tau. Südlich von Tau mündet die Straße in den Riksvei 13. Dieser führt ab Tau in den Osten und am Nordufer der beiden Seen Bjørheimsvatnet und Tysdalsvatnet entlang und weiter in die Kommune Hjelmeland. In den Westen führt der Riksvei 13 durch den Ryfylketunnel, einen Teil des Unterwasser-Tunnelsystems Ryfast. Das gesamte System verbindet Strand mit der südwestlich von Tau gelegenen Stadt Stavanger. Der Ryfylketunnel öffnete Ende 2019. Bei seiner Eröffnung war er der längste und tiefste Unterwasser-Straßentunnel der Welt. Er erreicht eine Länge von etwa 14,4 Kilometern und eine Tiefe von 292 Metern. Sowohl von Tau als auch Jørpeland legen Fähren ab.

### Wirtschaft

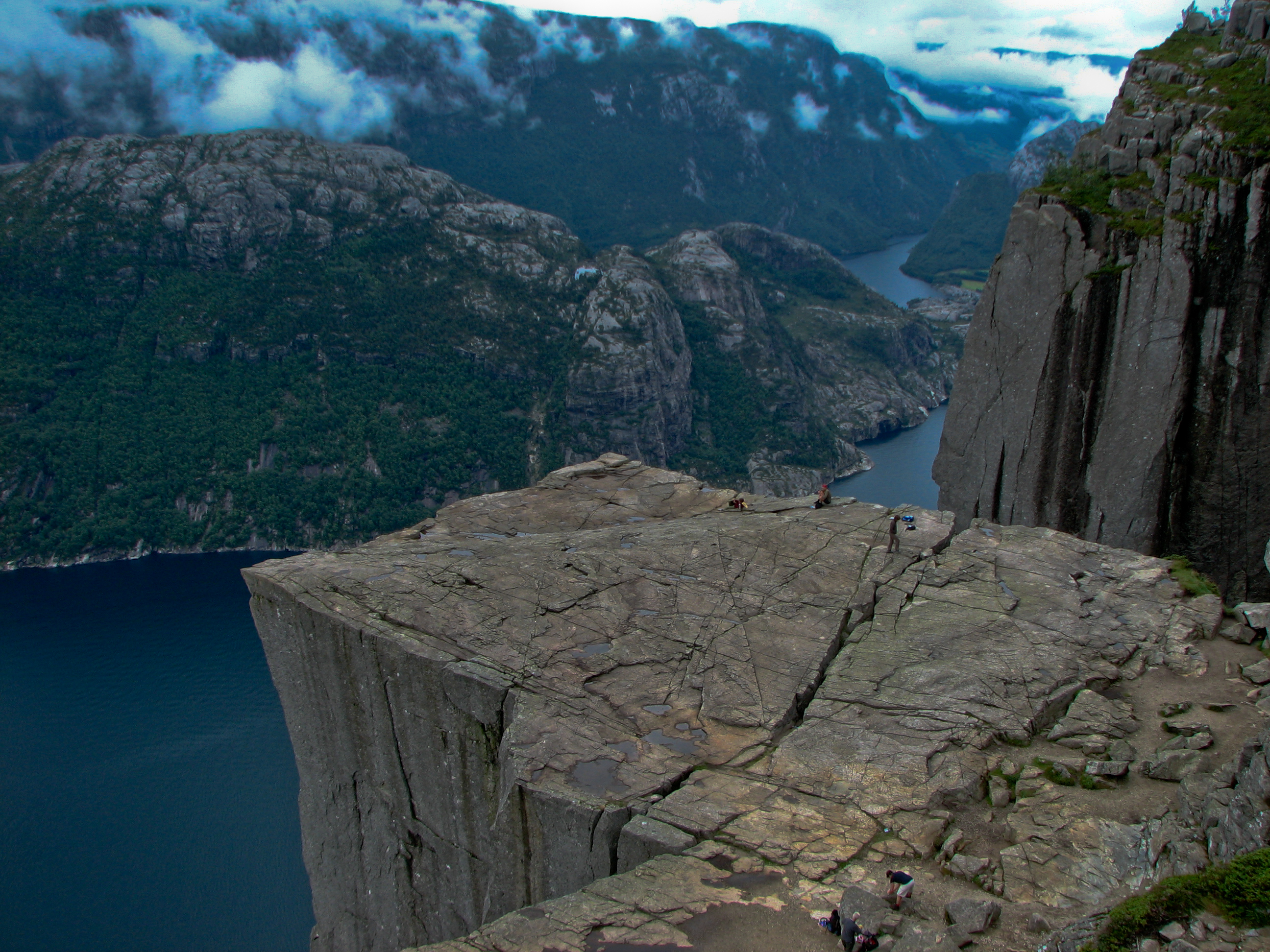
Preikestolen, beliebtes Ausflugsziel und seit 2020 ein Teil von Strand

Die Industrie ist nach der öffentlichen Verwaltung und dem Dienstleistungssektor die wichtigste Branche. Das Stahlwerk Stavanger Electro Staalverk in Jørpeland hatte dabei länger eine bedeutende Rolle, mit der Zeit kamen weitere Betriebe hinzu. Im Bereich der Landwirtschaft sind die Haltung von Rindern und Schafen sowie der Obstanbau verbreitet. Im Jahr 2020 arbeiteten von etwa 6400 Arbeitstätigen nur zirka 3850 in Strand selbst, über 1000 waren in Stavanger tätig. Jeweils über 100 Personen waren in Sandnes, Sola und Hjelmeland tätig.
Der 2020 in die Gemeinde eingegliederte Felsenvorsprung Preikestolen gehört zu den meistbesuchten Sehenswürdigkeiten der Region. Die Berghütte Preikestolhytta ist Ausgangspunkt für Touren zum Felsen.

## Wappen
Das seit 1973 offizielle Wappen der Kommune zeigt drei rote Wasserräder auf silbernem Hintergrund. Es soll die Bedeutung der Wasserkraft darstellen.

## Persönlichkeiten
- John Moses (1885–1945), norwegisch-amerikanischer Politiker
- Theodor Nag (1890–1959), Ruderer
- Karl Nag (1893–1975), Ruderer
- Olaug Bollestad (* 1961), Politikerin
- Stein Rønning (1965–2008), Karateka
- Gunn-Rita Dahle Flesjå (* 1973), Mountainbikerin
- Silje Vige (* 1976), Sängerin
- Hadia Tajik (* 1983), Politikerin
- Johnny Lodden (* 1985), Pokerspieler